# Матросова, Анастасия Владимировна
Анастаси́я Влади́мировна Матро́сова (3 января 1982, Киев) — украинская дзюдоистка полутяжёлой весовой категории, выступала за сборную Украины в середине 1990-х — начале 2010-х годов. Участница летних Олимпийских игр в Афинах, четырежды бронзовая призёрка чемпионатов Европы, победительница многих турниров национального и международного значения. Мастер спорта Украины международного класса. Также известна как самбистка, чемпионка мира по спортивному самбо.

## Биография
Анастасия Матросова родилась 3 января 1982 года в Киеве. Активно заниматься дзюдо начала с раннего детства, проходила подготовку в столичном спортивном клубе «Спартаковец» под руководством тренера Виктора Кощавцева. Позже переехала в Донецк, где тренировалась в спортивном обществе «Динамо» у Сергея Рожинова.
Впервые заявила о себе в сезоне 1995 года, когда заняла пятое место на международном турнире класса «А» в Софии и выиграла бронзовую медаль на европейском юношеском олимпийском фестивале в Великобритании. Год спустя стала чемпионкой Европы среди юниоров и одержала победу на юниорском международном турнире в Венгрии. Ещё через год вновь победила на европейском юношеском олимпийском фестивале, на сей раз на турнире в Португалии.
В 1998 году Матросова выиграла Всемирные юношеские игры в Москве, получила бронзу на чемпионате Европы среди юниоров в Бухаресте, одержала победу на этапах взрослого Кубка мира в Варшаве и Минске — в возрасте шестнадцати лет стала самой молодой победительницей этапов мирового кубка за всю историю этих соревнований. В следующем сезоне вновь была лучшей на Кубке мира в Минске, завоевала золото на юниорском европейском первенстве в Риме, тогда как на взрослом чемпионате Европы в Братиславе заняла седьмое место в полутяжёлом весе и пятое место в абсолютной весовой категории.
На чемпионате Европы 2000 года во Вроцлаве впервые сумела попасть в число призёров, дошла до полуфинала и получила бронзу. Помимо этого, стала чемпионкой мира среди юниоров. В 2001 году в третий раз одержала победу на этапе Кубка мира в Минске, а также добавила в послужной список серебряную и бронзовую медали, выигранные на этапах в Праге и Варшаве соответственно. В открытой весовой категории выступила на взрослом чемпионате мира в Мюнхене, однако стала здесь только седьмой, в то время как на чемпионате Европы в Париже разместилась в итоговом протоколе полутяжёлого веса на пятой строке. В 2002 году на европейском первенстве в словенском Мариборе вновь взяла бронзу. В этот период неоднократно поднималась на пьедестал почёта на этапах мировго кубка. Наиболее значимые победы — первое место на Суперкубке мира 2003 года в Москве, первые места на этапах Кубка мира 2004 года в Варшаве и Таллине. Кроме того, она впервые стала чемпионкой Украины в полутяжёлом весе и выиграла ещё одну бронзу на чемпионате Европы в Бухаресте.
Благодаря череде удачных выступлений Матросова удостоилась права защищать честь страны на летних Олимпийских играх в Афинах. Взяла здесь верх над первыми тремя соперницами, однако на стадии полуфиналов уступила китаянке Лю Ся, которая в итоге стала серебряной олимпийской призёршей. В утешительной встрече за третье место потерпела поражение от представительницы Италии Лючии Морико.
После афинской Олимпиады Анастасия Матросова осталась в основном составе украинской национальной сборной и продолжила принимать участие в крупнейших международных турнирах. Так, в 2005 году она вновь стала чемпионкой Украины, одержала победу на этапе Кубка мира в Роттердаме и выиграла бронзовую медаль на прошедшем в том же Роттердаме чемпионате Европы. В следующем году защитила звание чемпионки Украины в полутяжёлой весовой категории, была лучшей на Кубке мира в Баку, на европейском первенстве в Новы-Саде заняла седьмое место в абсолютной весовой категории. Сезон 2008 года провела довольно успешно, выиграла в очередной раз украинское национальное первенство, победила на Кубке Украины, попала в число призёров на кубковых этапах, хотя на Олимпийские игры в Пекин вместо неё отправилась Марина Прищепа.
В 2009 году Матросова выиграла чемпионат Украины в Харькове, одержала победу на этапах Кубка мира в Минске и Мадриде, получила бронзу на гран-при Туниса. Год спустя отметилась победой на Кубке мира в Баку, бронзовыми медалями на этапах в Ташкенте и Каире. Последний раз показала сколько-нибудь значимые результаты на международной арене в сезоне 2011 года, когда выиграла бронзовую медаль на чемпионате Европы среди полицейских, заняла пятое место на Кубке мира в Мадриде и на европейском первенстве в Стамбуле. Вскоре по окончании этих соревнований приняла решение завершить карьеру профессиональной спортсменки, уступив место в сборной молодым украинским дзюдоисткам.
На протяжении всей своей спортивной карьеры Матросова активно участвовала в соревнованиях по самбо и добилась на этом поприще немалых успехов. В частности, в 2005 году она стала чемпионкой мира по самбо, имеет в послужном списке также бронзовые и серебряные награды.
За выдающиеся спортивные достижения удостоена почётного звания «Мастер спорта Украины международного класса».